# Calisto chrysaoros
Calisto chrysaoros är en fjärilsart som beskrevs av Bates 1935. Calisto chrysaoros ingår i släktet Calisto och familjen praktfjärilar. Inga underarter finns listade i Catalogue of Life.